# Eliminatoria a la Eurocopa Sub-16 1988
La Eliminatoria a la Eurocopa Sub-16 1988 contó con la participación de 29 selecciones infantiles de Europa para definir a los 15 clasificados a la fase final del torneo a disputarse en España junto al país anfitrión.

## Resultados

### Fase de Grupo
| País      | J | G | E | P | GF | GC | GD | Pts |
| --------- | - | - | - | - | -- | -- | -- | --- |
| Finlandia | 4 | 2 | 1 | 1 | 7  | 6  | +1 | 5   |
| Noruega   | 4 | 1 | 2 | 1 | 6  | 6  | 0  | 4   |
| Dinamarca | 4 | 1 | 1 | 2 | 7  | 8  | -1 | 3   |

| Equipo 1  | Resultado | Equipo 2  |
| --------- | --------- | --------- |
| Finlandia | 3-0       | Noruega   |
| Noruega   | 1-1       | Dinamarca |
| Noruega   | 1-1       | Finlandia |
| Finlandia | 2-0       | Dinamarca |
| Dinamarca | 1-4       | Noruega   |
| Dinamarca | 5-1       | Finlandia |

### Eliminación Directa
| Equipo 1          | Agr.        | Equipo 2             | Ida | Vuelta |
| ----------------- | ----------- | -------------------- | --- | ------ |
| Portugal          | 3-1         | Bulgaria             | 1-0 | 2-1    |
| Luxemburgo        | 0-6         | Bélgica              | 0-3 | 0-3    |
| Chipre            | 1-3         | Alemania Democrática | 1-0 | 0-3    |
| Países Bajos      | 0-5         | Francia              | 0-1 | 0-4    |
| Grecia            | 2-3         | Austria              | 2-1 | 0-2    |
| Alemania Federal  | 2-1         | Escocia              | 1-1 | 1-0    |
| Hungría           | 2-2 (a)     | Checoslovaquia       | 1-0 | 1-2    |
| Islandia          | 3-8         | Suecia               | 3-3 | 0-5    |
| Irlanda del Norte | 0-2         | Irlanda              | 0-0 | 0-2    |
| Polonia           | 2-2 (4-5 p) | Turquía              | 1-1 | 1-1    |
| Italia            | 3-3 (8-9 p) | Suiza                | 3-0 | 0-3    |
| San Marino        | 3-11        | Rumania              | 2-6 | 1-5    |
| Yugoslavia        | 4-2         | Unión Soviética      | 3-0 | 1-2    |